# Мексиканска кафява мечка
Мексиканска кафява мечка или Мексиканско гризли (Ursus arctos nelsoni) е изчезнал подвид на кафявата мечка. Според други автори мексиканската кафява мечка представлява изчезнала регионална популация на мечката гризли.

## Разпространение
Мексиканското гризли е обитавало Аризона и Ню Мексико в САЩ и на юг в северните щати на Мексико с изключение на Баха Калифорния, където е бил ареала на друг изчезнал подвид - Калифорнийското гризли.

## Описание
Подвидът е бил по-дребен от останалите представители на кафявата мечка в САЩ и Канада. Мъжките достигали тегло до 315 kg, а женските били по-леки. Дължината на тялото е била около 180 cm. Цветът е бил от бледожълтеникав до лъскаво сив. Поради това мексиканците са наричали мечката „el oso plateado“ - сребърна мечка.

## Поведение
Подобно на номинантния вид и мексиканското гризли е била всеядна. Диетата им е била представена главно от растения, плодове и насекоми. Има сведения, че представителите са обичали да консумират много мравки. Понякога в диетата им влизали и дребни бозайници и мърша. Женските раждали и отглеждали от едно до три малки на всеки три години.

## Изчезване
Първите европейци които влизат в контакт с мексиканската кафява мечка са бяха испанските изследователи през 16 век, когато Франсиско Васкес де Коронадо тръгва на експедиция за да открие Седемте златни града. Пътуването му започва в Мексико Сити през 1540 г. и продължава на север към Ню Мексико и Големите равнини на сегашните щати Тексас и Канзас.
Тъй като мечките ловуват понякога и добитък те са смятани за вредители. Ето защо мексиканската мечка гризли е била улавяна в плен, ловувана и тровена като през 1930 г. представителите на подвида силно намаляват. Първоначалната му площ на разпространение е намалена до трите изолирани мексикански планини Серо Кампана, Серо Санта Клара и Сиера дел Нидо на 80 km северно от Чиуауа в щата Чиуауа. До 1960 г. са останали само 30 екземпляра. Въпреки че вече са били защитени ловът им продължава. До 1964 г. мексиканската кафява мечка се смята за изчезнала.
Въпреки че съществуват множество сведения, че все още се срещат единични екземпляри няма сигурни сведения за това.